# Нармада (річка)
Нарма́да, або Нарбада (гінді नर्मदा) — одна зі священних річок Індії. Витік Нармади знаходиться в центральній Індії, вона впадає в Аравійське море. Загальна довжина Нармади становить 1 312 км. Площа басейну близько 102 000 км², середня витрата води 1 260 м³/с.

## Гідрологія
Витік Нармади знаходиться на півночі штату Мадхья-Прадеш поблизу міста Амаркантак на схилах хребта Майкал. Протягом перших 320 км вона звивається поміж пагорбів на плато Мандла, що утворюють підніжжя гір Сатпура. У Джабалпурі вона тече через мальовничі мармурові скелі, потім через низовину між горами Віндх'я та Сатпура в південно-західному напрямку. Дельта Нармади, що починається вже за 20 км до узбережжя, знаходиться на північ від Сурата в Камбейській затоці.
Басейн Нармади охоплює північні відроги гірської системи Сатпура, однак не включає в себе плато Віндх'я, води якого стікають в Ганг та Ямуну. Найдовшою притокою Нармади є Тава. Разом з плато Віндх'я Нармада утворює своєрідну межу між північною Індією, особливо долиною Гангу, і південною Індією (Деканом).

## Культурне значення
Нармада вважається однією з найсвятіших річок Індії поряд з Гангом та Ямуною.
Річка Нармада згадується Клавдієм Птолемеєм у 2 ст. як Намада, про неї згадує також автор Перипла Еритрейського моря. Згадка про Нармаду є також у Рамаяні,, Махабхараті та Пуранах.
Уздовж всієї її течії розташовані численні паломницькі місця, наприклад у місті Махешвара в штаті Мадх'я-Прадеш. Особливо почесним паломництвом вважається подорож від витоку до гирла по одному березі, а потім від гирла до витоку по іншому. Таке паломництво може тривати до двох років.
На річці також розташовані найвідоміші після Варанаські ґхати.
1982 року в районі міста Хошангабада геолог Арун Сонакіа знайшов фрагмент черепа віком 236 000 років, що належав Homo erectus.

## Господарське значення
Річка використовується не лише для зрошення навколишньої місцевості, а й для судноплавства. У сезон дощів по ній на певних відрізках можуть плавати навіть великі кораблі.
У нижній течії річки з 1961 року будується гребля з гідроелектростанцією потужністю в 1450 мегават, яка входить до зрошувального проекту Сардар-Саровар, що має не лише прихильників, але й багатьох критиків. Противники цього проекту сформували екологічний рух Нармада-Бача-Андолан («Врятуйте Нармаду»), який очолює Медха Паткар. Індійська письменниця Арундаті Рой також проявила себе як активна противниця цього проекту. 1999 року вимоги руху були відхилені за рішенням Верховного суду.
На річці функціонують ГЕС Rani Avanti Bai Sagar, ГЕС Індірасагар, ГЕС Омкарешвар, ГЕС Махешвар, ГЕС-ГАЕС Сардар-Саровар.